# Гуйенс, Фернан
Пьер Франсуа Фернан Гуйенс (фр. Pierre François Fernand, нидерл. Goeyens; 15 августа 1892, Форе — 3 октября 1965, Иксель) — бельгийский композитор и музыкальный педагог. Сын трубача Альфонса Гуйенса.
В 1907—1914 гг. учился в Брюссельской консерватории, ученик Поля Жильсона, Гюстава Юберти и Эдуара Самуэля (гармония), Леона Дюбуа (контрапункт) и Альфонса Десмета (орган). С 1924 г. преподавал там же гармонию и теоретические дисциплины, затем в 1949—1957 гг. работал в консерватории Монса. Спорадически выступал как пианист-аккомпаниатор, в том числе на нескольких записях 1920—1930-х гг. (с певцами Алисой Плато, Луи Дистером, Арнольдом Де Мюннинком, Луи Ришаром).
Автор одноактной оперы «Траурный наряд» (фр. Le robe de deuil, по пьесе Нестора де Тьера), поставленной в 1921 г. в Антверпене. Написал Романтическую сюиту для трубы с оркестром (больше известна редакция для трубы и фортепиано), «Сюиту в стиле XVIII века», «Три старинных танца», несколько фантазий, среди камерных сочинений — соната для виолончели и фортепиано. К нотному изданию романса Гуйенса на стихи Франсуа Коппе «К лилии» (фр. A un lilas; 1933) нарисовал обложку Рене Магрит. Несколько небольших пьес Гуйенса записал скрипач Адольф Фрезен.